# Любц

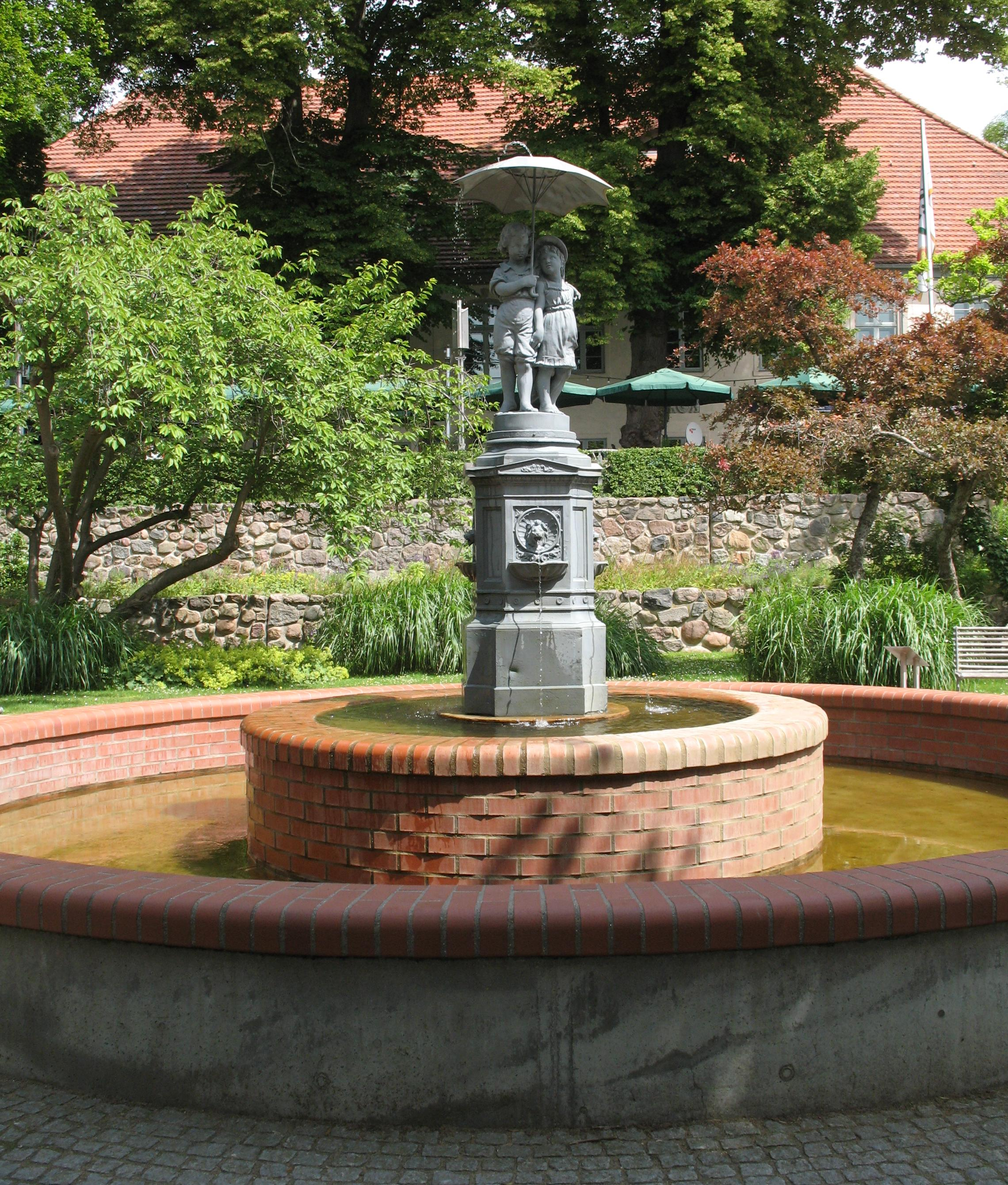

Любц (нем. Lübz) — город в Германии, в земле Мекленбург-Передняя Померания.
Входит в состав района Пархим. Подчиняется управлению Эльденбург Любц. Население составляет 6137 человека (на 31 декабря 2018 года). Занимает площадь 49,15 км². Официальный код — 13 0 60 049.
Город подразделяется на 10 городских района: Любц, Бобцин, Броок, Буров, Гишов, Хоф Гишов, Лутеран, Рилерфельде, Рутен, Вессентин.